# 公民投票法

《公民投票法》，簡稱《公投法》， 是一部中華民國法律，於2004年1月2日起正式實施，保障中華民國國民以公民投票實踐創制、複決的權利。國民大會凍結後，立法院所提憲法修正案及領土變更案的複決權，亦依據憲法增修條文與該法轉由自由地區全體公民直接行使。
公民投票結果對立法機關和行政機關有兩年的約束力。

## 現行程序

### 憲法修正案公民複決
目前依《憲法增修條文》規定，立法院有憲法修正案提案權，公民有憲法修正案複決權，通過這兩道程序才能完成修憲。
由立法委員提出的修憲案：必須要先獲得立委總額1/4的連署支持，全案始透過程序委員會列入院會報告事項處理。立法院由朝野協商人數比例，由立委總額1/3加1人組成修憲委員會負責審查修憲案。修憲委員會討論後，如能獲得該委員會1/3出席委員中1/2同意，即完成初審，並送交院會進行二、三讀程序。全案在進入二、三讀程序後，須經全體立委3/4出席及3/4的出席委員同意，才能送出立法院，公告半年後交由公民依《憲法增修條文》及《公民投票法》相關規定複決之。
依據《憲法增修條文》，憲法修正案由自由地區公民複決通過之門檻，有效同意票須逾選舉人總額之半數。與依公民投票法舉辦之一般全國性公民投票通過門檻不同。

### 全國性公民投票
以下為現行《公民投票法》規定之全國性公投流程，憲法修正公民投票複決及領土變更公民投票複決均依《憲法增修條文》之規定，不適用一般全國性公民投票規定：
1. 公民投票的提案：公民投票提案人人數，應達提案時最近一次總統、副總統選舉之選舉人總數1/10000以上，並經中央選舉委員會審核通過。
2. 公民投票的連署：連署人數應達提案時最近一次總統、副總統選舉之選舉人總數1.5％以上。
3. 行政院提出經立法院同意交付公民投票之重大政策創制或複決案或立法院依憲法及其增修條文規定提出之複決案(即憲法修正案、領土變更案)以及提出交付公民投票之重大政策創制或複決案不適用以上規定。
4. 公民投票的結果：有效同意票超過不同意票，且有效同意票達全國投票權人總數1/4以上，即為通過。[4]。

其他現行規定：
1. 主管機關公告公投結果起兩年內，不得就同一事項重新提出。
2. 主管機關應以公費在全國無線電視頻道提供時段，供正反意見支持代表發表意見或辯論，受指定的電視台不得拒絕，並至少辦理5場，應網路直播。錄影、錄音也要在主管機關網站公開。
3. 每兩年的八月第四個星期六為法定公民投票舉辦日，設計上使其不與大選同日投票[5]，但防禦性公投不在此限[6]。

### 地方性公民投票
地方性公投除《公民投票法》已有規定外，由直轄市、縣（市）分別以其自治條例定之。

## 歷次公投

### 歷次全國性及地方性公民投票
全國性公民投票截至2017年12月《公民投票法》下修通過門檻前，中央選舉委員會公告成案、並舉行投票的全國性公民投票已有6案，但6案皆因投票人數未達選舉人總數50%之門檻而遭到否決。2019年復經公投法再次修法後，確定次第全國性公民投票將不與2020年中華民國總統副總統及立法委員選舉同時舉行。
全國性公民投票第17案至第20案受嚴重特殊傳染性肺炎疫情而未能依《公民投票法》所訂投票日舉行公民投票，延期至2021年12月18日進行投票，各案均遭否決。
地方性公民投票截至2017年12月《公民投票法》下修通過門檻前，經由中華民國各地方選舉委員會公告成案、並舉行投票的地方性公民投票已有5案，其中有4案遭到否決，1案通過。修法後，加上修法前成案、舉行投票的地方性公民投票案，共有6案，其中4案遭否決，2案通過。

### 歷次憲法複決
2022年3月25日，第十屆立法院第5會期提出憲法修正案，除了立法院院長游錫堃按慣例未投票及國民黨籍立委李貴敏、鄭麗文、無黨籍立委高金素梅未出席，其餘立委皆投贊成票，最終以109票比0票表決通過。這是中華民國第8次修憲案，也是第一次交由自由地區公民投票複決的修憲案。
2022年4月15日，中央選舉委員會會議決定複決投票日期，複決訂於當年11月26日與地方公職人員選舉同日舉行投票，並因有效同意票未逾選舉人總額之半數，遭否決。

## 立法歷史

### 初期
《公民投票法》制定的主要背景，是現行的《中華民國憲法》規定人民有選舉、罷免、創制、複決四項公民投票權，但是對於憲法的創制複決權一直由國民大會所主導；同時，在國民大會尚未全面改選前，資深國大代表亦因選出已久，難以符合憲法對間接傳達及契合自由地區人民創制複決訴求之期待。人民無法直接透過提案創制國家政策或修改憲法，在民主改革的浪潮下，以公民投票的形式行使直接民權，成為立法的主要推手，同時亦可限制立法院的權力，因為最終需要經過公投才能通過具爭議的法案及修憲案。
1947年爆發二二八事件，甫自東京帝國大學經濟學部畢業、年僅23歲的台南人邱永漢向聯合國寄出「決定台灣未來地位時，應訴諸公民投票」的請願書，透過美聯社與合眾社廣為傳播，引起軒然大波，臺灣省參議會議長黃朝琴特地為文反駁。
《公民投票法》的立法一直是民進黨的長期主張。民進黨的黨綱之一是台灣前途由台灣人民自主決定，因此在很早就提出以公投決定台灣的國土區域與國際地位問題。蔡同榮於1990年召集成立「公民投票促進會」，旨在推動臺灣立法保障公民的直接民主權力，起先以臺灣進入聯合國為主題；他也因致力於促進公投立法，而被稱為「蔡公投」或「台灣公投之父」。1991年3月，民進黨立委盧修一、洪奇昌、葉菊蘭等人提出第一個「公民投票法草案」版本，由林濁水負責起草。1993年，第二屆立法院成立後，蔡同榮、林濁水、黃爾璇等人再度分別提出草案，但提案均未獲通過；蔡同榮提案中就包含了“不設限條款”，即允許人民就主權、領土、國號、國旗、國歌等進行公投；之後蔡同榮多次提案並獲得民進黨支持。
1999年4月7日，前民進黨主席許信良批評，在現在的國際政治情勢，美國或國際社會對台灣的支持是有條件的，民進黨主張的「公投入憲」無疑是挑釁中國及國際新秩序、對台灣相當不利；如果民進黨不能認知到這一點，即使2000年中華民國總統選舉最後民進黨僥倖勝選，對台灣來說也可能是一場災難。 

### 2003年制定
2003年，民進黨提出藉由公投來解決核四相關問題。2003年6月，國民黨改變立場，宣布支持公投。7月，立法院召開臨時會討論《公民投票法》草案，民進黨提出蔡同榮的不設限版本。由於民進黨直到最後才於會內表明支持蔡同榮版，反而造成國民黨不同意法案，因此協商破裂。
2003年11月，《公民投票法》草案再次被提出，這次有三個不同的版本：行政院（民進黨支持）版、國親聯盟版以及蔡同榮版。後來行政院放棄自己版本、接受民進黨政策會版本，民進黨政策會版本由政策會執行長林濁水及副執行長梁文傑起草。不同版本在是否設限問題上有分歧。幾經協調，蔡同榮在2003年11月27日表決當天早晨宣布準備撤回自己的版本，支持民進黨的版本。
2003年11月27日，立法院210名立委表決《公民投票法》草案，行政院版獲得95張贊成票與115張反對票而被否決；面對蔡同榮版的國土範圍等改變主權現狀公投相關條文，民進黨立法院黨團被迫以「間接封殺」方式全部投下棄權票，蔡同榮也投了棄權票，李文忠則投了全場唯一的反對票，表決結果：出席190人，贊成14人、反對1人、棄權175人，蔡同榮版草案慘遭封殺。當時民進黨立委總人數為80人，後國親聯盟諷刺民進黨不敢支持統獨公投；國親聯盟在席次優勢下通過的條文多數屬多重限制的原行政院版本，公投能複決法律、立法原則、重大政策、憲法修正案，公投也能創制立法原則或重大政策，但未明文納入創制憲法，通過的條文採納民進黨版的「防禦性公投」條文，這是表決時泛綠主張刪除、泛藍卻主張保留的條文。表決結果出爐後台灣團結聯盟（台聯）立法院黨團成員馬上頭綁紫色布條，抗議「鳥籠公投」；民進黨立法院黨團則表示「深感遺憾」，不少人甚至大罵國親聯盟版是虛晃一招、完全失去公投真義，「台灣人沒有尊嚴啦！」2003年11月28日，蔡同榮說，他的版本只獲得14張贊成票；「民進黨正式拿牌子說棄權，最後只有14票贊成。民進黨攻擊人家（國親聯盟版）是『鳥籠公投』；但人家現在要讓你投票，現在鳥籠門打開了，你又不飛出去。」
2003年12月31日，總統陳水扁公布制定《公民投票法》；陳水扁簽字時，蔡同榮等人在旁見證，陳水扁將他簽字用的筆送給蔡同榮。
2003年立法版本比較
以下是國親版本、民進黨版本以及最終通過的公投法中一些關鍵條文比較：
| 說明           | 國親版本 | 民進黨版本 | 蔡同榮版本 | 最終通過版本 |
| -------------- | --- | --- | --- | --- |
| 公投適用範圍   | 1. 法律複決 2. 重大政策複決創制 3. 立法原則創制 4. 憲法修正案複決                                           | 1. 法律複決 2. 重大政策 3. 立法原則創制複決 4. 憲法修正案創制                                                       | 1. 國旗、國歌、國號、領土變更、國家主權等國家定位議題。 2. 其他全國性重大政治議題。                                               | 通過國親修正版： 1. 法律複決 2. 立法原則創制 3. 重大政策複決創制 4. 憲法修正案複決 蔡同榮版遭國民親三黨封殺，僅台聯投贊成票。                                                                            |
| 公投不適用範圍 | 無 | 預算、租稅、薪俸及人事                                                                                              | 預算、租稅、薪俸及人事 | 通過行政院修訂版：預算、租稅、薪俸及人事 |
| 提案權         | 1. 公民連署，排除政府機關提案公投 2. 連署人數應達提案時最近一次總統、副總統選舉選舉人總數百分之五以上。     | 1. 公民連署或行政院 2. 連署人數應達提案時最近一次總統、副總統選舉選舉人總數百分之二以上。                           | 1. 公民連署、立法院 2. 連署人數應達提案時最近一次總統、副總統選舉選舉人總數百分之二以上。 3. 立法委員三分之二出席，三分之二決議。 | 通過國親修正版： 1. 行政機關不得借用任何形式對各項議題辦理或委托辦理公投事項……違反規定者處三個月以上、三年以下有期徒刑 2. 公民提案時應最近一次總統副總統選舉人均數千分之五以上……連署人數應達百分之五以上 |
| 公投審議機關   | 成立公民投票審議委員會，委員21人，按照立法院比例由各黨推荐，交總統任命，總統不得否決，主委由委員互選        | 行政院、中選會舉辦聽證會                                                                                            | 由總統任命十九人之公民投票委員會                                                                                                  | 通過國親版：由公民投票審議委員會為之……委員會委員21人，任期三年，由各政黨依立法院各黨席次按比例推荐，送交主管機關提請總統任命之                                                                           |
| 公投時間       | 1. 公告三個月后起，可與該年立委選舉同時舉辦，若該年內無立委選舉時，得單獨舉辦 2. 得與總統副總統選舉同時辦理 | 公告後二十八日起至六個月內投票，得與全國性之選舉同時舉行                                                            | 公民投票案成立後，由行政院送請總統於十日內公布，並於六個月內舉行公民投票                                                          | 通過行政院版：中央選舉委員會應於公投案公告成立一個月至六個月內舉行公投，得與全國性選舉同時舉行 |
| 特別條款       | 除本法外，政府機關不得借用任何形式對各項議題辦理或委托辦理公投事項                                          | 國家遭受外力威脅以致主權有改變之虞，總統得經行政院院會之決議，就國家安全之事項，交付公民投票 （「防禦性公投」條款） | 無 | 通過行政院版本：國家遭受外力威脅以致主權有改變之虞，總統得經行政院院會之決議，就國家安全之事項，交付公民投票                                                                                             |

### 2017年12月修正
2017年12月12日，立法院通過修正《公民投票法》部分條文，並經總統蔡英文公布。公投提案門檻從總統副總統選舉人總數5/1000調降到1/10000，連署門檻則從5％降到1.5％，並且新增開放電子連署公民投票提案。修法後，若投票結果中有效同意票數多於不同意票，且有效同意票達投票權人總額四分之一以上者即為通過。此外，全國性公投可以採不在籍投票，但施行方式另以法律定之；廢除行政院公民投票審議委員會，改由中央選舉委員會審核人民全國性公投提案；公民投票權人年齡由20歲降為18歲；此外，行政院可經由立法院同意後，提出重大政策之創制或複決案。

### 2019年6月修正
2019年6月18日，立法院通過修正《公民投票法》部分條文，並經總統蔡英文公布。新增公民投票日，以辦理時間間隔設計使公投與大選脫鉤；自翌年起每兩年舉行一次公投，定八月第四個星期六為公民投票日。
明文規範公民投票提案主文「應簡明、清楚、客觀中立；理由書之闡明及其立場應與主文一致」。
主管機關收到連署人名冊後，若連署人數不足則不受理，也不能補提；戶政機關的查對時間並由30日延長至60日。
主管機關法定公告期間由公民投票日28日前提早至90日前，並新增「正反意見支持代表於全國性無線電視頻道發表意見或進行辯論之辦理期間與應遵行之事項」之公告。

## 評論
2003年12月3日，《台灣日報》專欄作家金恒煒批評：台北市市長馬英九強力宣稱《公民投票法》第17條的防禦性公投必須交由立法院「審議委員會」審議，「形同『委任公投』，是國親兩黨用以『卡住』公民投票的設計，目的在操控議題，一旦不合黨意，就能予以封殺。……馬英九『黨國是從』，從『委任直選』到『委任公投』，一路走來絕對『始終如一』；不過都以『失敗』告終，果然『天佑吾國』。」
2003年12月6日，國民黨中央政策會執行長曾永權表示，若行政院決定對《公民投票法》部分條文提請立法院覆議，國親聯盟就提案修改《公民投票法》，規範防禦性公投須經立法院同意；民進黨立法院黨團幹事長陳其邁回應「現在法都還沒公布，談修法還太早；就算要修，也要等行政院提完覆議再說」；親民黨立法院黨團總召集人周錫瑋說，「行政院可依《立法院職權行使法》就部分條文提出覆議」，但他認為「就法理的完整性來說，還是應該全案覆議才對」；無黨團結聯盟立法院黨團總召集人邱創良也反對行政院僅覆議部分條文，「黨團已經凝聚共識，反對部分條文覆議，以免造成新法支離破碎」。
2003年12月10日，美國總統小布希與中華人民共和國國務院總理溫家寶雙邊會談後的共同記者會中，小布希在回答記者詢問有關台灣公投議題時表示，美國反對台海兩岸任何一方片面改變現狀的決定，而陳水扁最近的言論與行動顯示他可能已經決定要片面改變現狀；台灣在2004年總統大選時舉行的防禦性公投，以及台灣往後任何有關可能改變現狀的公投言論與行為，均為美國所反對。
2004年3月12日，作家李敖在鳳凰衛視《李敖有話說》說：「公投即使是良法美意，在一个不当的时机——timing不对——时候都是坏的；何况公投的内容是有问题的，这个不能拿来公投的。……民主政治在这种情况下就会被人家利用。……政治本身也是专业的，政治也是要专家来解决问题、来处理的。政治问题都交给老百姓，交给老百姓来投票，你们来选举、你们来做公民投票，这是很危险的，为什么呢？忽略了专业的训练。可是老百姓不晓得这些。所以政治问题最后诉诸百姓的时候，基本上是非常危险的。这也就是民主政治不当的一个现象。今天在台湾很不幸的，正好发生了这个现象，这就是为什么我们要站出来把它拆穿的缘故。」
2004年11月27日，李敖在《聯合報》刊登廣告〈沈富雄、藍美津、郭正亮、段宜康嘜擱騙啦！〉，諷刺民進黨：「原來他們不敢玩真的！絕食是假的，提案也是假的！他們口口聲聲要向中國、向中華民國、向外來政權爭回『國旗、國歌、國號、領土變更、國家主權等國家定位議題』。可是真正有機會對決的時候，他們都嚇跑了；他們口中的台灣人尊嚴與勇敢，都不見了！……一路被騙的綠色選民啊，公投他投，羅網你投，難過得臉都綠了，是不是？還願被騙嗎？好好想一想。」
2007年民主進步黨總統提名選舉電視政見發表會，行政院院長蘇貞昌宣示，《公民投票法》修正案，行政院會撤回舊版，改成以核四公投促進會主張為準的新版。但2007年4月16日，行政院與立法院民進黨黨團的例行會議討論《公民投票法》修正案，不僅對公投連署門檻降為一百人的主張翻案，行政院副院長蔡英文更裁示由立法院民進黨黨團在立法院提案修正即可；消息傳出，讓前民進黨主席林義雄身邊重要幹部直呼「相關人士輕諾寡信，不是有大格局的政治人物」。
2007年12月22日，台聯不分區立委參選人李安妮說，如果公投真的像大家宣稱的那麼神聖的話，應該用神聖的態度、依照法律規定來做，認為法律不好就修法，而不是用入聯公投這種打折扣、走後門、夾帶的方式去做。李安妮說，台灣公投有史以來，都沒有真議題；連2004年的公投最後，人民也發現這是「一場遊戲一場夢」。
2008年1月12日，全國自主勞工聯盟常務執行委員林垕君說：「公投，原本具有直接民主的意義；如今因發起、連署門檻過高，只能被藍綠兩大黨壟斷。當前的公投制度，注定了公投只能淪為藍綠政黨的惡鬥工具；而人民在『公投綁大選』的操作下，只能成為棋子，根本不可能成為主人；如今藍綠發起的反貪腐、討黨產公投，就是最好的證明。我們甚至可以想見，公投案一旦過關，藍綠各自拿著公投結果要對方低頭；或者因為爭議太大，根本沒有立即立法的可能；最後公投的結果將成為藍綠立委的神主牌，立法院一年365天都在吵黨產怎麼討、如何反貪腐，上演難看的藍綠惡鬥戲碼。」
2008年12月18日，《新新聞》專欄作家周奕成批評：「我從陳水扁在2003年底執意操作所謂防衛性公投彼時開始，連續撰文公開批判陳前總統以個人政治權謀凌駕國家利益。到2006年，陳前總統為了轉化他個人的政治危機而著力操作統獨和族群問題，我嚴厲批評這是不愛國的總統。但我所評論的都是陳前總統的政治操作而非操守——在法庭宣判前，我不知道他是否有罪。」
2011年9月13日，2012年總統大選獨立總統參選人黃越綏宣布退選，左批國民黨的不統、不獨、不武，右諷民進黨無法突破《公民投票法》與《集會遊行法》修法。
2013年2月25日，綠色公民行動聯盟與地球公民基金會聲明稿批評，現行《公民投票法》是「鳥籠公投法」，有資訊不公開、資源不對等、公投門檻過高的問題，其嚴苛條件讓公投淪為有錢有權的政黨才能玩的遊戲。
2013年2月26日，行政院院長江宜樺表示，若公投門檻過低，「那麼許多事情都會很輕易地要訴諸公投」，將影響政治穩定（全國性公投一次花費新台幣1.5億元）。
2013年2月28日，林義雄在台灣基督長老教會義光教會舉辦的林宅血案33週年追思禮拜後說：立法院於2003年制定的《公民投票法》以非常不合理的嚴苛規定讓公投「很難舉行，舉行了也通不過、也不可能通過」；《公民投票法》立法10年來，除了總統、國民黨與民進黨，沒有一個民間團體有能力提公投案，總統、國民黨與民進黨提的公投案也沒通過；《公民投票法》已成政治人物玩政治遊戲、耍弄人民的工具，如果行政院硬要根據該法辦公投，「那是耍弄人民的惡作劇，沒有任何意義。」
2013年3月14日，國立中山大學退休教授陳茂雄說：「幾十年來，國民黨依恃立委席次佔絕對優勢，常提出不公不義的法案；綠營立委阻擋那些不公不義的法案都已手忙腳亂，不可能成功地推出中國國民黨不接受的法案。只是民進黨政治人物有人為了營建自己的舞台，積極推動『公投立法』；國民黨則力擋，最後因為擔心被民眾認為該黨抗拒直接民權，因而乾脆推出國親版的公投法草案以取代民進黨的公投法草案，台灣才出現『鳥籠公投法』，這一部公投法還是民進黨所催生。若不是民進黨政治人物積極推動『公投立法』，台灣不可能出現『鳥籠公投法』；民進黨真的有夠笨，認為自己的版本可以闖關。……立委的選舉制度不公平，票票不等值；除非中國國民黨自己崩盤，否則綠營的立委席次難以過半，綠營當然沒有機會讓台灣的公投正常化。最可笑的是，目前的立委選舉制度還是民進黨與中國國民黨合作推出。形成兩黨政治，是民進黨與中國國民黨的陽謀：後者想瓦解親民黨，民進黨則想幹掉台聯；該陽謀推動得相當成功，台聯與親民黨都出現泡沫化的危機。新的立委選舉制度票票不等值，中國國民黨佔了天大的便宜，民進黨卻吃了大虧。民進黨拿石頭砸台聯，結果把自己的腳砸爛了。」
2013年4月21日，新黨黨主席郁慕明發文指出：國民黨屢次說「沒有核安就沒有核四」，卻又要公投決定核四未來；民進黨多年高呼核四公投，現在卻宣稱民意多為廢核、「毋須公投直接停建」；這兩大黨都上演「時空錯亂」戲碼，新黨始終堅持「重核安、反公投」原則。他說，如果馬政府對核四安全有信心，就應該明確捍衛政策，而非將責任丟給公投；如果馬政府對核四安全沒信心，就應該直接停建，毋須再辦公投；民進黨過去拿公投來鬥爭國民黨，今天卻站在「反公投」立場鬥爭國民黨，顯示民進黨討論核安是假，政治鬥爭、罔顧國家發展才是事實。
2013年8月2日，核四公投促進會執行長葉博文轉述林義雄談話，林義雄表示，如果《公民投票法》不合理補正，公投沒有任何意義；依目前的《公民投票法》辦理公投，若不是政治人物的政治遊戲，就是在開人民玩笑。
2014年1月9日，前民進黨中央黨部公共政策研究中心幹事蔡百銓說：「（民進黨）新潮流提議的台獨黨綱其實是『反台獨黨綱』，騙騙獨派人士。這可從制定該黨綱的背景窺出。1991年4月，民進黨剛與李（登輝）總統完成第一次修憲；10月，卻通過主張正名制憲的台獨黨綱。民進黨如果真的想要正名制憲，就不會與李總統修憲。修憲就表示反對台獨黨綱定義的台獨。……台獨黨綱重點是兩個主張與公投：『建立主權獨立自主的台灣共和國及制定新憲法的主張，應交由台灣全體住民以公民投票方式選擇決定。』請問，民進黨今天還有誰在談『建立台灣共和國及制定新憲法』？這兩個主張必須經由公投通過，但是民進黨比誰都更害怕這些主張實現：它在執政期間制定鳥籠公投法，讓這兩個主張與核四等公投案都將永遠無法通過，終於原形畢露。」
2014年4月25日，前國民黨發言人陳以信說：民進黨宣稱現行《公民投票法》是「鳥籠公投」，反對絕對多數制的公投生效門檻，希望改為簡單多數制；姑且不論簡單多數制是否違反「民主原則第一條」的多數決原則，只要檢視當初《公民投票法》立法立場，就可發現民進黨明顯採取雙重標準：「2003年制定《公投法》時，民進黨所提行政院版本與其立院黨團所提版本都採『雙二分之一』門檻，立法結果也照該二版本通過；試問，民進黨當初怎麼不說這是『鳥籠公投』、『不能公投的公投』呢？今日民進黨就算改變立場，也該先向社會道歉並提出合理說明。」
2014年4月28日，前民進黨立委郭正亮說：「民進黨對《公投法》的前倨後恭，明顯受制於美國壓力。美國固然樂見台灣民主化，但並不樂見台灣民主受制於由下而上、難以掌握的民粹運動；尤其對於可能導致統獨公投的人民制憲運動，更期期以為不可。」2018年1月1日，前民進黨國民大會代表李金億說，民進黨阻止主權議題納入《公民投票法》，背後的關鍵是美國，“美國不願台海在短時間內攤牌，還想對台灣多做幾年的軍購生意”。
2014年9月18日，布魯金斯研究所資深研究員歐漢龍（Michael E. O'Hanlon）說，如果台灣也想學蘇格蘭推動獨立公投，那會是非常糟糕的想法，從一個美國友人的角度來看，「我們不需要因為台灣獨立引發第三次世界大戰」。
2015年4月24日，東海大學政治學系副教授胡祖慶說：「（本年）4月16日，公投會認定『廢除公投投票率門檻』提案合於規定，部分原因是：多數委員認為，統獨議題涉及修憲，並不準用《公投法》規定。然則事實並非如此，2008年合併總統選舉舉行的入聯和返聯公投都是反證：提案者選舉考量，替台灣和自己帶來傷害，值得警惕。民進黨尤應思考：蔡英文若能執政，它的左翼激進勢力連署出『二次入聯』或是『特殊國與國關係』提案，蔡將何以自處？……考量德、法等國民主實踐，政黨不應介入公投連署，否則確實會有雞飛狗跳之虞；在這些國家，憲法允許少數黨循由司法審查途徑挑戰法案合憲性，但是並沒有『以直接民意變更議會決定』先例。」
2016年4月27日，立法院內政委員會審查《公民投票法》修正草案，過去多次阻擋《公民投票法》修法的國民黨立委陳超明對行政院秘書長簡太郎說，現在是新的時代，「我們完全支持」民進黨修改《公民投票法》；蔡英文政府上台執政後，民進黨不但「完全執政、完全負責」、還有時代力量這個側翼，而國民黨的官員即將卸任，「我們在野黨就好好休息了」。立法院內政委員會召集委員陳其邁聽了陳超明的發言，一時摸不清頭緒；陳超明隨即向陳其邁保證，他會支持民進黨修法。但陳超明也要求簡太郎「要對民進黨說清楚」，降低公投發動門檻「會發生什麼事」；簡太郎回應，若降低公投發動門檻，「未來公投會很多」，恐增加行政負擔與資源浪費。
2016年5月11日，內政部民政司司長林清淇說，修憲與領土變更案是憲法層次，提案或複決門檻都明定在《中華民國憲法增修條文》；民進黨立委或時代力量立委想把領土變更複決的規範納入《公民投票法》，仍必須以《中華民國憲法增修條文》為優先。
2016年12月15日，立法院內政委員會初審通過《公民投票法》修正草案，敏感的領土變更複決改依《中華民國憲法增修條文》處理，兩岸政治協議公投則回歸《兩岸協議監督條例》、並保留送院會協商。同月16日，經濟民主連合召集人賴中強批評，民進黨與總統蔡英文像個逃學的小孩，不斷迴避「建立『沒有台灣人民公民投票授權，沒有任何人可以代表台灣與中國進行政治談判；沒有台灣人民公民投票批准，任何與中國簽的政治協議都不生效』的民主防衛機制」這個功課，令人質疑「民進黨到底還有沒有意願完成這門功課」。同月17日，國民黨中央政策會執行長蔡正元說，當時國民黨立委黃昭順故意給民進黨公投變更領土的機會，民進黨立委趙天麟、李俊俋、莊瑞雄、柯建銘反而都不敢拿、不敢要，「台獨不過是電信詐騙集團的話術，騙到就閃，全是『無卵台獨』」。
2017年4月21日，908台灣國運動、台灣國辦公室與名嘴楊憲宏到民進黨中央黨部前，聲援林義雄發動接力禁食要求立法院「補正」《公民投票法》。台灣國辦公室主任陳峻涵說，台灣人民用選票讓民進黨完全執政將近一年，被戲稱為「鳥籠公投」的《公民投票法》卻在民進黨立委不知名的原因下仍舊不動如山，難怪林義雄會發動接力禁食。
2018年5月，廈門大學台灣研究院副院長張文生說，台灣的政黨和政治人物熱衷於在選舉期間大肆推銷各類公投案，目的不在於公投案本身、而在於以公投案進行民粹主義政治動員，當選以後絕口不提公投案；《公民投票法》第29條規定“公民投票案投票結果，有效同意票數多於不同意票，且有效同意票達投票權人總額四分之一以上者，即為通過”，意味著25%選民即可決定攸關台灣前途與命運的重要政策，也可能導致相互對立、相互矛盾的公投案（例如2008年舉辦的入聯公投與返聯公投）結果同時成立。
2018年6月6日，前淡江大學國際企業學系副教授暨台灣教授協會會員林健次說，台灣人民沒有完整的公投權，就不是真正的主人，也沒有真正的自由，只是統治者民進黨、甚至外國勢力的奴才；2017年修正後的《公民投票法》不能制定台灣憲法、不能變更中華民國領土、不能更改國號，民進黨立委都是閹割台灣人完整公投權、剝奪台灣人成為自由民的殺手，「民進黨已經成為站在外國勢力與台灣人民之間的政治、經濟買辦」。
2018年6月19日，時代力量立委徐永明表示，如果民進黨要高喊台灣價值，民進黨就應該支持時代力量的主張，將領土變更與正名制憲納入《公民投票法》，別讓台灣價值淪為選舉口號。
2018年7月21日，喜樂島聯盟總召集人郭倍宏說，2017年修正後的《公民投票法》不能讓台灣人民直接決定台灣前途，而是把台灣前途交給113個立委來決定，「這已經不是鳥籠公投，是根本沒有鳥的公投」；民進黨撤銷台灣人民的公投權利，請自稱「務實的台獨工作者」的行政院院長賴清德「不要騙了」。2019年2月11日，前美國在台協會主席卜睿哲發表寫給郭倍宏的公開信，內容指出，沒有民主機制是完美的，公投不一定比其他機制更好，英國脫歐公投就是一個例子。
2018年9月19日，民進黨發言人吳思瑤說，國家正名需透過修憲程序，並非《公民投票法》的法律位階可以處理。
2019年2月20日，佛光大學教授柳金財表示，中華民國總統府宣稱「中華民國台灣」是主權獨立的國家、兩千三百萬人民是國家的主人，若此說為真，就不須透過公民投票變更領土、主權範圍及改變國號；喜樂島聯盟欲透過公投制憲建國，恰好證明台灣尚未獨立、中華民國是外來政權。

## 不足與爭議

### 2005年國親聯盟介入反制公投的操作
公投議案如果投票人數低於50%而未通過門檻將會遭否決，於是產生拒領公投票的政治操作。宣稱《公民投票法》大部分內容為其所撰寫的陳文茜在2005年5月20日接受中國大陆《南方人物周刊》採訪時，證實並詳述了如此設計的目的與刻意性：
|                         | 我们通过了“公投法”，大陆不想我们通过，但是并不知道已经没有任何政党可以不通过“公投法”。所以我的方法是，我通过“公投法”，但我要让“公投法”什么都不能投。所以阿扁就骂，我写的这个法是“鸟笼公投”。“主权”也不让投，“领土”也不让投，“国号”也不让投，什么东西都不能投，而且投的门槛高得不得了：所有公民数的一半。那时候连宋都很担心，我告诉他们，不要怕，他的公投一定会垮的，前面那些公投都是假的，因为我要全体公民数的一半，那你怎么投？投票率都只有8成，所以你只要有3成的人反对，他就输掉了。你蓝军都拿不到3成票，他拿五六成，你输了也应该啊，就认了吧。5成对5成，你只要3成，因为一定有2成的人不投票。这就是“立法”的技巧。“公投法”大部分是我写的，我们都是念法律系的，陈水扁也是。我表面上给你这个东西，但后面都是假的。陈水扁后来加了一个防御性公投，大家都很紧张；但我说，紧张什么，他一定输掉的。他后来拿那个防御性公投去作弊，是另外一回事情。 |
| ——陳文茜，2005年5月20日 | |

2008年，國民黨提出公投議案，但有許多國民黨人士公開表明拒領公投票。

### 2013年公投題目制定
2013年，行政院院長江宜樺宣布願意正面接受核四停建公投檢驗。因為公投議案如果投票人數低於50%而未通過門檻，將會遭否決，所以公投題目的制定就是一項學問，主張續建的國民黨命題是「你是否同意停建核四」，主張停建的民進黨所提命題是「你是否同意續建核四」，如此一來，只要投票人數低於投票權人總數的50%，就會如國民黨和民進黨各自有利的「續建」和「停建」方向走 。

### 2019年公投限縮
2019年6月19日，前副總統呂秀蓮召開記者會批評，《公投法》修正條文限縮公投的時間與議題，使得公投開放性遭大幅閹割，從「鳥籠公投」變成「鐵籠公投」，也無法「公投綁大選」；修法的這天應訂為「公投蒙難日」。她質疑，一時之間，因《公投法》再修通過，一共有9個公投案被波及，她質疑立法院與中選會聯手強迫「公投墮胎」；正在連署的公投是究竟適用新法或舊法，中選會正副主委講法不同，「顯然當前中選會已經是一個失職、失能的委員會」。
2019年6月20日，呂秀蓮再次召開記者會批評，民進黨譴責2018年公投亂象叢生，於是結論變成「公投不可綁大選」，好似立委不用對自己草率修法所造成的亂象負責，令她深刻感受到立法的傲慢、不負責任。
2019年6月22日，國立東華大學教授施正鋒批評，民進黨以「強化國安、護主權」為由剝奪台灣人表達自決的權利，台派裝聾作啞，他羞愧宣布退出台灣獨立建國聯盟與台灣教授協會。
2019年6月23日，台灣民意基金會董事長游盈隆宣布退出民進黨，退黨聲明抨擊，當立法廢除「公投與大選同時舉行」時，民進黨已經叛離其傳統支持者。
2019年6月27日，游盈隆分析，立法強制公投與大選分離，第一個後遺症是「讓民主政治過程支離破碎：民意不能及時反應，矯正錯誤或惡質的公共政策」，第二個後遺症是「減少公投過關機率，實質扼殺直接民主」，這兩大後遺症都出自自詡「民主進步」的民進黨。
2019年7月9日，奇美醫院精神科醫師林進嘉表示，過去主張公投的綠營支持者與偏綠媒體，大多數人不但對「《公投法》修惡」默不作聲，甚至辯稱「反對黨為增加大選選票，假公投議題進行投票動員，破壞公投真正精神」、「此次修法是防止統派利用公投進行對台灣不利的公投案」。
2020年7月6日，林進嘉批評，民進黨執政後，認為公投綁大選不利總統大選，於是強力修法「沒收公投」；許多台派人士為了總統大選勝選，選擇噤聲。
2019年10月9日，呂秀蓮接受信傳媒專訪時透露，她最近一次與蔡英文見面是2016年大選前，當時她對蔡英文說她正在推動和平中立公投，蔡英文回應「這個很好啊，這就是民進黨的核心價值」，蔡英文還對她說當選總統以後要讓大家都來支持和平中立公投；結果蔡英文上任總統以後，沒有支持和平中立公投，反而破壞《公投法》，令她心寒。
2019年10月18日，前國防部部長蔡明憲發表〈致蔡英文總統公開信〉抨擊，蔡英文直接在2017年《公投法》修正案中拿掉公投正名制憲「人民作主」的公投精神，「所以蔡英文連任會比較顧台灣主權嗎？這是台灣本土派及海外台灣人對蔡英文最大的失望與疑慮」。
2020年1月4日，呂秀蓮表示，公投綁大選是民進黨人人琅琅上口的理念，公投與大選卻在蔡英文強力命令下脫鉤，公民投票權已遭民進黨公然沒收。
2020年5月25日，前民進黨立委林濁水表示，2019年他呼籲不要公投大選脫鈎修法，否則不利修憲公投，「民進黨堅持己見，現在才後悔修法害了自己」。
2021年2月8日，國民黨主席江啟臣說，民進黨完全執政以後忘記初衷，不但刻意操作將罷免案（韓國瑜罷免案、王浩宇罷免案與黃捷罷免案）轉化成政黨對決，更將民進黨前輩爭取的公投權鎖進鐵籠，限制直接民權的展現。
2021年3月2日，自由台灣黨主席羅宜說，民進黨在2018年公投大輸後罹患「公投恐懼症」，現在更將支持珍愛藻礁公投的團體抹紅為「中共同路人」，對本土勢力的凝聚有害。
2021年3月6日，施正鋒說，民進黨只把公投當成工具，所以要公投大選脫鈎，違反國際潮流；蔡英文政府將公投與大選強制脫鉤，「台派自甘側翼而噤聲」。
2021年3月7日，前太陽花學運人士劉敬文在其臉書頁面轉貼民進黨陣營製作的一份網路文宣，並認為該文宣內容在暗示「台灣只要有國民黨在鬧，公投就不是好東西」、利用年輕一輩對陳水扁政府時代的無知來扭曲歷史、為「廢除《公投法》」或「把《公投法》關回鳥籠」暖身。
2021年5月10日，新竹市議員林耕仁諷刺，民進黨完全執政以後一再想沒收公投，「在野時要公投當神主牌，執政時棄公投秒變瘟疫」。
2021年10月14日，前臺南縣縣長蘇煥智說，為了短期選舉利益，民進黨「恐公投、反公投」的態度日趨明顯。2021年11月3日，蘇煥智表示，民進黨過去將公投視為民主神聖指標，如今卻墮落到將公投案視為毒蛇猛獸。
2021年11月4日，時代力量副秘書長張衞航說，2018年公投確有亂象，但蔡英文政府該做的是檢討改善選務流程、而非倒果為因將公投亂象歸咎於綁大選；因此，基於重視公投價值，實踐還權於民、鼓勵國人積極參與公共事務，時代力量支持公投綁大選。
2021年11月5日，施正鋒說，美國的選舉日往往有多種投票同時進行，包括林林總總的公投，貼心的政府預先印發模擬選票；蔡英文政府以「選務複雜」為由將公投與大選強制脫鉤，是以「行政無能」掩飾私心，擔心選民藉由公投表達抗議。同日，中國國民黨立法院黨團舉辦記者會，強調「公投綁大選，美國可以，為何中華民國不可以」，諷刺民進黨「公投不能綁大選，修憲公投綁大選」是自相矛盾。
2021年11月12日，民進黨舉辦「公投為什麼這麼投？」首場座談會，社會民主黨臺北市議員苗博雅說，2019年《公投法》修法是「鋸箭式修法」，只將公投與大選日期脫鉤，完全沒有處理公投討論時間嚴重不足。
2021年11月18日，林健次說，蔡英文統治之下，台灣人民已經不能用和平的方法公投決定自己的前途；蔡英文主導公投與選舉脫鉤，使得實質上連公共政策也不能公投。
2021年11月20日，國民黨主席朱立倫說，公投綁大選既省錢又便民，全世界民主國家都這麼做，民進黨過去也曾經這麼主張；民進黨也知道，公投與大選分開，要多花費新台幣好幾億元，也讓許多投票的人不方便；如今民進黨堅持公投與大選分開，最主要的原因是民進黨輸不起，2018年公投輸了不甘心，賭博輸了就翻桌。
2021年12月2日，民進黨臺北市黨部主任委員兼新境界文教基金會副執行長吳怡農在國立高雄科技大學建工校區演講時說，只要配套做好、拉長各界討論時間，公投可以綁大選。
2021年12月3日，珍愛藻礁公投領銜人潘忠政說，《公投法》規定，公投正反雙方有相同立基，為各自理念宣傳；民進黨違背民主，用行政資源宣傳反公投，用假消息混淆視聽。
2021年12月17日，哈佛大學費正清中國研究中心博士後研究員南樂（Lev Nachman）表示，2019年《公投法》修法後，由於公投是安排在沒有選舉的那一年，這意味著台灣每年都會有一次選舉，這樣的選舉次數太頻繁，“我們不需要在兩個選舉中間還加上一個選舉，因為這給人們製造了更多的官僚障礙”。
2021年12月19日，呂秀蓮在中華民意研究協會「1218公投結果對未來政局影響」座談會評論四大公投結果時說，四分之三的人不去投票，是台灣民主的失敗，「民進黨要對歷史負責，因為你們沒收了公投」。
2022年11月26日，學者林環牆表示，「自決公投」是台灣人民「抗中保台」最強的武器，但是「民進黨閹割了台灣人民自決公投的權利，選舉時再吶喊『抗中保台』愚弄人民」。
2022年12月20日，作家苦苓列舉2022年九合一選舉民進黨慘敗原因共16點，第5點是「公投要綁大選就綁、要脫鈎就脫、要再綁就綁，隨便你們怎麼玩」。
2023年2月10日，施正鋒批評蔡英文，「公投大選脫鉤，是挾國會優勢欺騙百姓」。

## 外部連結
- 公民投票法 （页面存档备份，存于） 全國法規資料庫
- 公民投票法 （页面存档备份，存于） 立法院法律系統